# West Canton
West Canton – jednostka osadnicza w Stanach Zjednoczonych, w stanie Karolina Północna, w hrabstwie Haywood.